# Bert Schütt
Bert Schütt (* 15. Januar 1928 in Aachen; † 23. Januar 1989) war ein deutscher Fußballspieler, -trainer und -funktionär.

## Sportlicher Werdegang
Schütt schloss sich 1938 als Jugendlicher Alemannia Aachen an und debütierte noch während des Zweiten Weltkriegs in der Wettkampfmannschaft. Nach der Qualifikation des Klubs für die 1947 – in der Vorsaison hatte er in der Rheinbezirksliga mit 19 Toren in 25 Spielen sowie vier Toren in der Endrunde maßgeblich zur Qualifikation als Zweiter hinter dem VfR Köln 04 rrh. beigetragen – neu gegründete Oberliga West lief er dort in 185 Meisterschaftsspielen für die „Kartoffelkäfer“ auf und erzielte dabei 25 Tore. Unter Trainer Hermann Lindemann erreichte die Mannschaft im Wettbewerb um den DFB-Pokal 1952/53 das gegen Rot-Weiss Essen verloren gegangene Finalspiel, dort kam er jedoch nicht zum Einsatz. 1956 beendete er aufgrund eines Herzleidens vorzeitig seine Karriere.
Nach dem Ende der aktiven Laufbahn war Schütt als Jugendtrainer bei der Alemannia tätig, später betreute er die Amateurmannschaft und war zeitweise Trainerassistent der Wettkampfmannschaft. Nach der Freistellung Helmut Kronsbeins im März 1962, der kurz zuvor seinen Wechsel zum VfR Mannheim bekannt gegeben hatte, rückte er als Interimstrainer bis Ende der Spielzeit 1961/62 auf, da der designierte Nachfolger Oswald Pfau noch entsprechend vertraglich beim FK Pirmasens gebunden war. Der Klub beendete die Spielzeit auf dem elften Tabellenplatz. Ab 1964 trainierte er den belgischen Klub AS Eupen, ab 1966 war er beim Aachener Stadtteilklub Borussia Brand als Cheftrainer tätig.
1967 kehrte Schütt zu Alemannia Aachen zurück, wo er nach dem Aufstieg in die Bundesliga parallel als Präsidiumssekretär und Amateurtrainer tätig war. 1968 rückte er sowohl zum Geschäftsführer, als auch zum Assistenten von Cheftrainer Michael Pfeiffer auf. In der Spielzeit 1968/69 wurde der Klub Vizemeister hinter dem FC Bayern München, konnte den Erfolg jedoch nicht bestätigen und stieg in der Folge in die Regionalliga West ab. 1970 und 1972 sprang er jeweils nochmals als Interimstrainer beim Zweitligisten ein. Unter Schütt, der sich in der Folge auf das Amt des Geschäftsführers konzentrierte, etablierte sich der Klub nach deren Einführung 1974 in der 2. Bundesliga. Ab Beginn der 1980er Jahre geriet der Klub zunehmend in finanzielle Probleme, hierfür wurde auch Schütt verantwortlich gemacht. Bei der Mitgliederversammlung im Januar 1989 wurde ihm persönliche Bereicherung vorgeworfen. Bei der hitzigen Diskussion erlitt er einen Herzinfarkt, dem er wenige Tage nach seinem 61. Geburtstag erlag.
Sein Sohn Helmut war ebenfalls als Spieler für Alemannia Aachen aktiv und bestritt in den 1970er und 1980er Jahren über 200 Pflichtspiele für den Klub. Der Enkel Marco (* 1976) stand zu Beginn der 1990er Jahre im Alemannia-Kader in der drittklassigen Oberliga Nordrhein und kam zu vereinzelten Spieleinsätzen, als die Mannschaft sich als Vizemeister der Spielzeit 1993/94 sich für die Regionalliga West/Südwest qualifizierte. Später lief er zeitweise für die Amateurmannschaft des Klubs auf.